# لوئیجی سیپریانی
لوئیجی سیپریانی (انگلیسی: Luigi Cipriani؛ زادهٔ ۷ ژانویهٔ ۱۹۸۰) بازیکن فوتبال اهل ایتالیا است.
از باشگاه‌هایی که در آن بازی کرده‌است می‌توان به باشگاه فوتبال فروزینونه اشاره کرد.